# Chiến dịch phản công Mozhaisk-Vyazma
Chiến dịch phản công Mozhaysk-Vyazma có tên mã Chiến dịch "Sao Mộc" (10 tháng 1 - 31 tháng 3 năm 1942) là chiến dịch bộ phận trong Cuộc phản công chiến lược đầu năm 1942 của quân đội Liên Xô trên chính diện trung tâm của mặt trận Rzhev-Sychyovka-Vyazma trong Chiến tranh Xô-Đức thuộc Chiến tranh thế giới thứ hai. Chiến sự diễn ra giữa Phương diện quân Tây (Liên Xô) với các Tập đoàn quân xe tăng 3 và 4 (Đức Quốc xã). Nó được xem là đòn phản công chính của quân Liên Xô trong hoạt động phối hợp với cánh trái của Phương diện quân Kalinin trong Cuộc phản công chiến lược mùa đông 1941-1942 trên khu vực Moskva. Đây là một chiến dịch bị bỏ dở vì không đạt mục tiêu ban đầu và phải thay đổi lại toàn bộ kế hoạch; trong đó có kế hoạch giải vây cho Tập đoàn quân 33, Quân đoàn kỵ binh cận vệ 1 và Quân đoàn đổ bộ đường không 4 bị "mắc kẹt" trong hậu tuyến của Cụm tập đoàn quân Trung tâm (Đức).

## Tình huống mặt trận

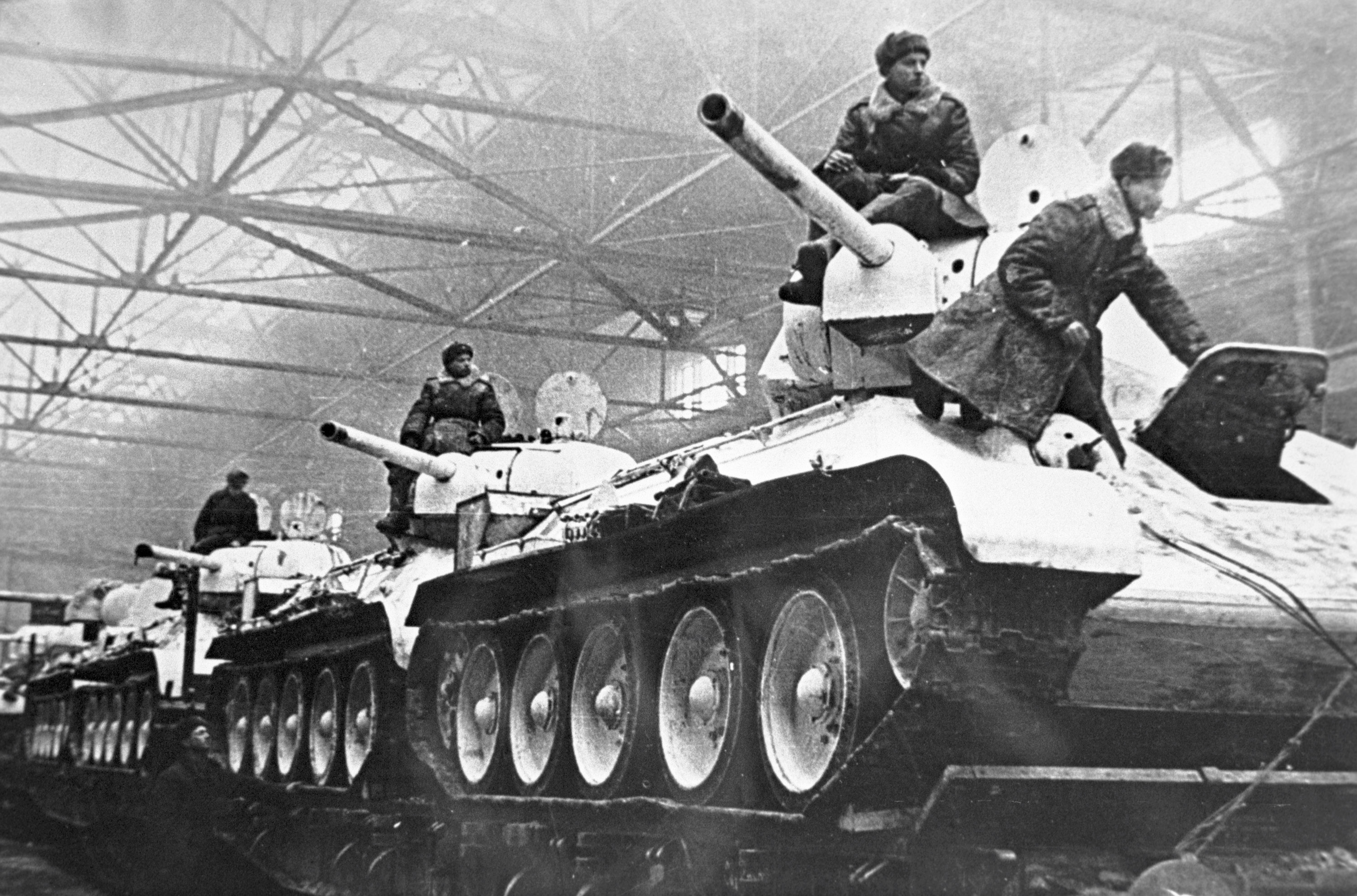
Các xe tăng T-34 mới của quân Liên Xô được chuyển ra mặt trận. Tháng 2 năm 1942

Sau các trận phản công thắng lợi vào cuối năm 1941 trên khu vực phía Tây Moskva, Phương diện quân Tây (Liên Xô) đã chiếm lại một loạt các thành phố và thị trấn quan trọng như Volokolamsk, Zvenigorod, Kubinka, Naro Fominsk, Borovsk, Maloyaroslavets, Aleshkovo, Kaluga, Babynino, Kozelsk, đẩy lùi quân Đức về phía Tây từ 50 đến 120 km. Quân Đức Quốc xã buộc phải vội vã củng cố các tuyến phòng thủ lâm thời trên các tuyến sông Lama, Ruza và Nara. Thay thế thống chế Fedor von Bock chỉ huy Cụm tập đoàn quân, thống chế Günther von Kluge nắm trong tay 76 sư đoàn, trong đó có 9 sư đoàn xe tăng và 6 sư đoàn cơ giới. Tuy nhiên, những đơn vị này đã chịu nhiều tổn thất sau cuộc phản công cuối năm 1941 của quân Liên Xô. Lệnh của Hitler yêu cầu các sư đoàn Đức phải chuyển sang phòng ngự đến hết mùa đông nhưng phải giữ vững tuyến đã chiếm lĩnh.
Mùa đông năm 1941-1942 ở Nga kéo dài hơn mọi năm với nhiệt độ xuống thấp kỷ lục trong vòng 10 năm từ năm 1932 đến năm 1942. Ba phương diện quân Liên Xô trấn giữ khu vực Tây Bắc, Tây và Tây Nam Moskva và 6 tập đoàn quân của Cụm tập đoàn quân Trung tâm (Đức) đều phải sử dụng những phương tiện và biện pháp đặc biệt để tác chiến trên các cánh đồng tuyết. Quân Liên Xô do chuẩn bị tốt hơn cho tác chiến mùa Đông vẫn tiếp tục phản công trong khi quân Đức Quốc xã gấp rút chuẩn bị các vị trí vừa để phòng thủ, vừa để trú đông.
Khu vực phía Tây Moskva có địa hình tương đối cao và bằng phẳng với thế dốc ở hai bên (Moskva và Smolensk), giữa hai thành phố đó là các thung lũng sông Lama, Moskva, Ruza, Nara, Moskva, Gzhat, Vazuza ở phía Đông, thượng nguồn sông Volga xen kẽ với thượng nguồn sông Dniepr, sông Vop và sông Obsha ở phía Tây, sông Ugra và thượng nguồn sông Desna ở phía Nam. Trong khu vực có nhiều thành phố quan trọng như các ngã tư đường sắt Rzhev, Vyazma, Bakhmutovo, Sukhinichi và Kirov. Các thành phố đó nối với nhau bằng các tuyến đường sắt và đường bộ có tầm quan trọng chiến lược đối với việc cơ động các lực lượng.

## Binh lực và kế hoạch

### Quân Liên Xô

#### Binh lực
Phương diện quân Tây (chỉ huy: Đại tướng G. K. Zhukov, tham mưu trưởng: thiếu tướng V. S. Golushkyevich)
- Tập đoàn quân xung kích 1 do trung tướng V. I. Kuznetsov chỉ huy. Biên chế 2 sư đoàn kỵ binh, 8 lữ đoàn bộ binh, 3 lữ đoàn hải quân đánh bộ, 10 tiểu đoàn trượt tuyết độc lập, 1 tiểu đoàn bộ binh độc lập, 2 trung đoàn và 3 tiểu đoàn pháo binh, 1 lữ đoàn xe tăng, 1 sư đoàn không quân, quân số 54.396 người.
- Tập đoàn quân 20 do các trung tướng A. A. Vlasov (đến tháng 3 năm 1942) và M. A. Reiter chỉ huy. Biên chế 2 sư đoàn và 3 lữ đoàn bộ binh, 1 lữ đoàn hải quân đánh bộ, 2 trung đoàn và 3 tiểu đoàn pháo binh, 5 lữ đoàn xe tăng, 1 đoàn tàu hỏa bọc thép, quân số 41.560 người
- Tập đoàn quân 16 do trung tướng K. K. Rokossovsky chỉ huy. Biên chế gồm 3 sư đoàn và 4 lữ đoàn bộ binh, 3 sư đoàn kỵ binh, 1 lữ đoàn hải quân đánh bộ, 7 trung đoàn pháo binh, 3 trung đoàn súng cối, 4 tiểu đoàn Katyusha, 2 lữ đoàn và 1 tiểu đoàn xe tăng, 1 đoàn tàu bọc thép, quân số 61.500 người.
- Tập đoàn quân 5 do do trung tướng L. A. Govorov chỉ huy. Biên chế gồm 8 sư đoàn, 3 lữ đoàn và 2 trung đoàn bộ binh, 7 trung đoàn và 5 tiểu đoàn pháo binh, 1 lữ đoàn xe tăng, 1 trung đoàn cơ giới, quân số 62.268 người.
- Tập đoàn quân 10 do trung tướng F. I. Golikov (đến tháng 2 năm 1942) và thiếu tướng V. S. Popov chỉ huy. Biên chế gồm 8 sư đoàn bộ binh và 1 sư đoàn pháo binh, quân số 55.260 người
- Tập đoàn quân 33 do Trung tướng M. G. Yefremov chỉ huy. Biên chế gồm 9 sư đoàn bộ binh, 6 trung đoàn và 2 tiểu đoàn pháo binh, 3 tiểu đoàn súng cối, quân số 74.250 người.
- Tập đoàn quân 43 do trung tướng K. V. Golubev chỉ huy. Biên chế gồm 3 sư đoàn và 1 tiểu đoàn bộ binh độc lập, 2 lữ đoàn trượt tuyết, 4 trung đoàn pháo binh, 3 tiểu đoàn súng cối, 1 lữ đoàn xe tăng, 1 đoàn tàu bọc thép, quân số 41.538 người.
- Tập đoàn quân 49 do thiếu tướng I. G. Zakharkin chỉ huy. Biên chế gồm 6 sư đoàn và 4 lữ đoàn bộ binh, 6 trung đoàn pháo binh, 3 tiểu đoàn súng cối, 2 lữ đoàn xe tăng, quân số 67.770 người.
- Tập đoàn quân 50 do trung tướng I. V. Boldin chỉ huy. Biên chế gồm 6 sư đoàn bộ binh, 1 sư đoàn kỵ binh, 2 trung đoàn pháo binh, 5 tiểu đoàn súng cối, 1 sư đoàn và 1 trung đoàn xe tăng (chỉ còn lại 28 xe tăng sử dụng được), 1 đoàn tàu bọc thép, quân số 42.605 người.
- Quân đoàn kỵ binh cận vệ 1 do trung tướng P. A. Belov chỉ huy. Biên chế gồm 2 sư đoàn kỵ binh, 1 trung đoàn cơ giới, 1 trung đoàn pháo binh.

Lực lượng dự bị của Đại bản doanh:
- Quân đoàn đổ bộ đường không 4 do Thiếu tướng A. F. Levashev và Đại tá A. F. Kazankin (từ tháng 2 năm 1942) chỉ huy. Biên chế gồm 3 lữ đoàn dù.
- Lữ đoàn đổ bộ đường không 201
- Lữ đoàn đổ bộ đường không 250.

#### Kế hoạch
Phối hợp với Phương diện quân Kalinin tấn công từ Bắc xuống Nam, Phương diện quân Tây dự định tổ chức tấn công trên 3 cánh. Cánh Bắc gồm các tập đoàn quân Xung kích 1, 20, 5 và 16 tấn công từ phòng tuyến Volokolamsk - Ruza sang phía Tây, đánh chiếm Mozhaysk, Gzhatsk (Gagarin), tiến ra tuyến Sychyovka - Rzhev. Cánh giữa gồm các tập đoàn quân 33, 43, 49 tấn công từ phòng tuyến Borovsk - Kaluga, đánh chiếm Bereya (???), Medyn, Yukhnov và đột kích đến Vyazma. Cánh Nam gồm các tập đoàn quân 10, 50 từ phòng tuyến sông Oka tấn công đánh chiếm Sukhinichi, Mosalsk, Kirov và phát triển đến Milyatino - Spas Demensk.
Do các tập đoàn quân 10 và 50 đã suy yếu, Đại bản doanh Bộ Tổng tư lệnh tối cao Liên Xô yêu cầu Phương diện quân Bryansk điều động Tập đoàn quân 61 phối hợp với cánh trái Phương diện quân Tây tổ chức tấn công trên khu vực Sukhinichi. Cuộc tấn công được lên kế hoạch đại thể bằng mệnh lệnh của Đại bản doanh ngày 5 tháng 1 năm 1942. Các tập đoàn quân phải chuyển sang tấn công chỉ sau sau 3 ngày chuẩn bị. Tham vọng thì rất lớn nhưng lực lượng thì không đủ. Trong tất cả các sư đoàn thuộc Phương diện quân Tây, quân số chỉ còn lại từ 3.000 đế 5.000 người. Khoảng 10 sư đoàn có quân số từ 6.000 đến 7.000 người. Do tiếp tục tấn công một cách vội vã, đạn dược không bảo đảm cơ số yêu cầu. Mỗi khẩu pháo 122 mm chỉ còn 1,17 cơ số đạn, pháo 76 mm: 0,57 cơ số, pháo chống tăng 45 mm: 5,7 cơ số, súng cối 120mm: 0,47 cơ số, súng cối 82 mm: 0,4 cơ số.
Tại Hội nghị quân sự ngày 2 tháng 1 năm 1942 của Đại bản doanh Bọ Tổng tư lệnh tối cao Liên Xô, trong khi G. K. Zhukov cho rằng nhiệm vụ chính tiếp theo là cần xóa bỏ chỗ lồi nguy hiểm ở khu vực Rzhev - Vyazma, còn các mặt trận khác cần chuyển sang phòng thủ thì I. V. Stalin và các nguyên soái K. E. Voroshilov, S. M. Timoshenko lại đề nghị cần phát động cuộc tổng tấn công. Chỉ thị ngày 10 tháng 1 của Đại bản doanh Liên Xô do I. V. Stalin ký nêu rõ:
| “        | Sau khi Hồng quân đã làm tiêu hao nặng lực lượng quân Phát xít Đức thì phải chuyển sang tấn công và đuổi bọn xâm lược Đức về phía Tây. Để ngăn chặn cuộc tiến công của ta, quân Đức đã chuyển sang phòng ngự và bắt đầu thiết lập các tuyến phòng thủ để sau đó tập trung lực lượng và lại chuyển sang tấn công Hồng quân. Quân Đức muốn tranh thủ thời gian và muốn có một thời gian tạm ngưng chiến. Nhiệm vụ của chúng ta là không để cho bọn Đức có được khoảng thời gian đó, không ngừng đuổi chúng về phía Tây, buộc chúng phải tiêu hao lực lượng dự bị của chúng ngay trước mùa xuân. Khi đó, chúng ta sẽ có những lực lượng dự bị to lớn mới, còn quân Đức thì sẽ không còn lực lượng dự bị nữa. Và như vậy, sẽ đảm bảo hoàn toàn diệt tan quân đội Hitler vào năm 1942 | ” |
| — STAVKA | |   |

Về chủ trương chiến lược thì tinh thần liên tục tấn công là phù hợp để phá chiến lược phòng thủ lâm thời của quân Đức. Nhưng những nhận định về tình hình binh lực của hai bên thì chỉ thị này đã thể hiện sự chủ quan. Nước Đức Quốc xã vẫn còn rất nhiều tiềm lực và chưa đến mức kiệt quệ. Quân Đức chỉ cần có thời gian để chuyển các sư đoàn mới từ Pháp, Đan Mạch, Trung Âu và nước Đức sang mặt trận phía Đông, trong khi một phần lớn lực lượng dự bị của quân Liên Xô đã sử dụng hết trong cuộc phản công chiến lược tại khu vực Moskva. Tổng binh lực quân Liên Xô không thể bảo đảm cho cuộc tổng tấn công trên các mặt trận mà chỉ có thể bảo đảm cho một hướng chiến lược. Chính vì vậy, việc chủ trương mở quá nhiều cuộc tấn công đã làm phân tán binh lực của quân Liên Xô trong thời điểm đầu năm 1942. Chủ trương vừa phòng ngự, vừa tấn công là điểm yếu nhất trong kế hoạch tác chiến năm 1942 của quân đội Liên Xô, không chỉ ở khu vực Rzhev-Vyazma nói riêng mà còn trên toàn mặt trận Xô-Đức nói chung.
Tuy chiến dịch Sao Mộc được tiến hành cùng thời gian với Chiến dịch phản công Rzhev-Vyazma (1942) nhưng mỗi chiến dịch đều theo một kế hoạch riêng dưới sự điều khiển chung của STAVKA.

### Quân Đức Quốc xã

#### Binh lực
Cụm Tập đoàn quân Trung tâm (chỉ huy: Thống chế Günther von Kluge)
Cánh Nam tham gia chiến dịch gồm có:
- Tập đoàn quân xe tăng 4 do Thượng tướng Bộ binh Richard Ruoff chỉ huy. Biên chế 1 sư đoàn xe tăng, 11 sư đoàn bộ binh.
- Tập đoàn quân 2 do Đại tướng Maximilian von Weichs, Thượng tướng Bộ binh Hans von Salmuth và Thiếu tướng Walter Weiß lần lượt chỉ huy. Biên chế 1 sư đoàn xe tăng 7 sư đoàn bộ binh, 1 sư đoàn an ninh.
- Tập đoàn quân 4 do Thượng tướng Sơn cước Ludwig Kübler và Thượng tướng Bộ binh Gotthard Heinrici (từ ngày 20 tháng 1) chỉ huy. Biên chế 15 sư đoàn bộ binh, 1 trung đoàn SS và 1 trung đoàn cảnh binh.
- Tập đoàn quân xe tăng 2 do Đại tướng Rudolf Schmidt chỉ huy. Biên chế gồm 1 sư đoàn xe tăng, 3 sư đoàn cơ giới, 5 sư đoàn bộ binh và 3 cụm tác chiến hỗn hợp (tương đương sư đoàn).

#### Kế hoạch
Ngày 16 tháng 12 năm 1941, Tổng hành dinh quân đội Đức Quốc xã ra Chỉ thị số № 442182/41 đặt tất cả các cụm tập đoàn quân Đức trên mặt trận phía Đông vào tư thế phòng thủ và đây là lần đầu tiên kể từ ngày bắt đầu Chiến tranh Xô-Đức, quân Đức quốc xã phải chuyển sang trạng thái này trên toàn mặt trận. Một bức điện gửi riêng cho Tư lệnh Cụm tập đoàn quân Trung tâm (Đức) ngày 21 tháng 12 năm 1941 chỉ rõ:
| “     | Bài học lịch sử của Napoleon có nguy cơ lặp lại một lần nữa. Vì vậy, hãy rút quân đến những vị trí phòng thủ đã được chuẩn bị sẵn ở phía sau... Trong các cuộc tấn công, đối phương sẽ dần dần bị rút hết máu. Họ đang ném ra những sức mạnh cuối cùng trong trận chiến cuối cùng. Thiết bị, vũ khí và lực lượng vũ trang của họ trong một số khu vực nhất định có thể rất tốt, nhưng hầu hết các sư đoàn của đối phương không đủ sức chiến đấu. | ” |
| — OKH | |   |

Ngoài tuyến phòng thủ đầu tiên hiện đang trấn giữ trên các tuyến sông Lama, Ruza, Nara, Prodva, Zhizdra, quân Đức Quốc xã ở phía Tây Moskva đã thiết lập tuyến phòng thủ thứ hai được gọi là "tuyến Koenigsberg" kéo dài trên 300 km từ Rzhev qua phía đông Zubtsov, phía Đông Gzhatsk đến Yukhnov. Một tuyến phòng thủ thứ ba cũng được thiết lập từ Staraya Russa qua Kholm, Toropets, Ilyino, Yartsevo, Yelnya đến Bryansk. Quân Đức Quốc xã hy vọng chặn đứng các cuộc tấn công của quân Liên Xô trên "tuyến Koenigsberg" với một loạt các cụm cứ điểm phòng ngự đều được đặt tên theo các thành phố ở Đức như "Augsburg", "Bremen", "Coburg", "Dresden"... Quân Đức Quốc xã hy vọng trụ lại qua mùa Đông và củng cố binh lực, trang bị để tiếp tục tấn công trong mùa hè năm 1942.

## Diễn biến chính

### Trên cánh Bắc
Với ý định sử dụng Tập đoàn quân 20 và Tập đoàn quân xung kích 1 làm lực lượng nòng cốt trong cuộc phản công tiếp theo, ngày 6 tháng 1, đại tướng G. K. Zhukov điều chỉnh lại lực lượng trên cánh Bắc của Phương diện quân Tây. Tập đoàn quân xung kích 1 chuyển giao cho Tập đoàn quân 20 các lữ đoàn bộ binh 29 và 56, trung đoàn pháo binh 528. Tập đoàn quân 16 chuyển giao cho Tập đoàn quân 20 các trung đoàn pháo binh 471, 523, các tiểu đoàn xe tăng 138 và 537, các lữ đoàn bộ binh 40 và 49. Sau khi được tăng cường, Tập đoàn quân 20 có 450 khẩu pháo, 395 súng cối và khoảng 100 xe tăng. Tướng A. A. Vlasov đã thành lập 3 cụm cơ động chiến dịch có nhiệm vụ phá vỡ phòng tuyến của Tập đoàn quân 9 và Tập đoàn quân xe tăng 4 (Đức) trên các tuyến sông Lama và Ruza trên hướng tấn công chính đến Shakhovskaya và Gzhatsk:
- Cụm 1 do thiếu tướng M. E. Katukov chỉ huy gồm Sư đoàn xe tăng cận vệ 1, các lữ đoàn bộ binh 49 và cận vệ 1, trung đoàn pháo binh 36 của Sư đoàn pháo binh 7 và các trung đoàn pháo binh độc lập 517, 528.
- Cụm 2 do thiếu tướng F. T. Remizov chỉ huy gồm Sư đoàn bộ binh 17 và Lữ đoàn xe tăng 145.
- Cụm 3 do thiếu tướng F. P. Korolya chỉ huy gồm các sư đoàn bộ binh 40 và 331, Lữ đoàn xe tăng 31, các trung đoàn pháo binh 15, 133, 523.

Những biện pháp mới xuất hiện trong chiến thuật của quân đội Liên Xô tại Phương diện quân Tây là sự tập trung hỏa lực pháo binh. Trong các trận tấn công đầu tiên của Tập đoàn quân 20 (Liên Xô) vào phòng tuyến sông Lama của quân Đức Quốc xã, pháo binh Liên Xô với các loại pháo cỡ nòng từ 76 mm đến 122 mm được phân cấp sử dụng cho tập đoàn quân. Bộ tư lệnh phương diện quân nắm trong tay một lực lượng pháo binh cấp phương diện quân từ 3 đến 5 trung đoàn pháo có cỡ nòng 152 mm và có toàn quyền điều động nó đến các khu vực được xác định là cửa khẩu đột phá. Mật độ pháo binh trên tuyến tấn công đạt từ 60-70 khẩu pháo và súng cối/km chính diện. Với chiến thuật này, ngày 10 tháng 2, Phương diện quân Tây (Liên Xô) khởi động cuộc phản công trên tuyến sông Lama.
Trong ngày đầu tiên của cuộc tấn công, Tập đoàn quân 20 chỉ tiến lên được từ 2 đến 3 km do bão tuyết dày đặc, không quân không thể yểm hộ. Phải đến ngày thứ ba của chiến dịch, Tập đoàn quân 20 mới bẻ gãy sức kháng cự của Sư đoàn xe tăng 6 (Đức) do tướng Erhard Raus chỉ huy và đột phá sâu vào phòng tuyến của Quân đoàn bộ binh 5 (Đức) do tướng Wilhelm Wetzel chỉ huy. Ngày 13 tháng 1, các cụm cơ động của Tập đoàn quân 20 (Liên Xô) đánh chiếm Shakhovskaya. Ngày 14 tháng 5, Sư đoàn bộ binh 82 (Tập đoàn quân 5) đánh chiém đầu mối đường sắt Dorokhovo. Ngày 15 tháng 1, Tập đoàn quân 16 của tướng K. K. Rokossovsky cũng bắt đầu vượt sông Ruza ngập tuyết. Ngày 17 tháng 1, Tập đoàn quân 5 của tướng L. A. Govorov đánh chiếm Ruza. Các sư đoàn bộ binh 50, 82 và 108 của tập đoàn quân này đã công kích Mozhaysk từ phía Bắc và phía Nam. Để bảo đảm tiêu diệt cụm quân Đức tại Mozhaysk, tướng G. K. Zhukov ra lệnh đổi hướng tấn công của Quân đoàn kỵ binh cận vệ 2 sang phía Tây Mozhaysk thay vì tiến đến Shakhovskaya như đã dự kiến.
Nhận thấy Tập đoàn quân 20 và Tập đoàn quân xung kích 1 đủ sức hoàn thành nhiệm vụ trên hướng Gzhatsk - Mozhaysk, ngày 18 tháng 1, tướng G. K. Zhukov điều Tập đoàn quân 16 sang hướng Sukhinichi với ý đồ khoét sâu chỗ yếu trên cánh phải của Cụm tập đoàn quân Trung tâm (Đức), mở một mũi đột kích từ phía Đông Nam vào sau lưng các tập đoàn quân 4 và xe tăng 4 (Đức) trên khu vực phía Nam Vyazma. Tuy nhiên, ngày 19 tháng 1, I. V. Stalin yêu cầu tướng G. K. Zhukov trả Tập đoàn quân xung kích 1 cho lực lượng dự bị của Đại bản doanh để điều nó đến Phương diện quân Tây Bắc. Mặc dù G. K. Zhukov và Bộ chỉ huy Phương diện quân Tây đã trình bày mọi lý do để giữ tập đoàn quân này lại nhưng I. V. Stalin vẫn không thay đổi mệnh lệnh. Tập đoàn quân 20 phải điều các sư đoàn bộ binh 49, 64 và Lữ đoàn bộ binh 28 sang thay thế trên tuyến chính diện của Tập đoàn quân xung kích 1. Sức tấn công của Tập đoàn quân 20 yếu đi. Tối 20 tháng 1, Tập đoàn quân 5 và Tập đoàn quân 43 phối hợp đánh chiếm Mozhaysk. Cùng ngày, Sư đoàn bộ binh 82 (Liên Xô) giải phóng Borodino, nơi đã diễn ra trận đánh lịch sử năm 1812 giữa quân Nga và quân Pháp. Từ ngày 25 đến ngày 31 tháng 1, các tập đoàn quân trên cánh Bắc của Phương diện quân Tây (Liên Xô) đột phá vào tuyến phòng thủ mệnh danh "Koenigsberg" ở phía Đông Gzhatsk nhưng đều bị đánh bật trở lại.

### Ở giữa mặt trận
Hướng Yukhnov - Vyazma là hướng chiến lược quan trọng hàng đầu đối với Phương diện quân Tây (Liên Xô) trong cuộc tổng phản công mùa xuân năm 1942. Trước đó 4 tháng, cũng từ hướng chiến lược này, Cụm tập đoàn quân Trung tâm (Đức) đã khởi binh tấn công trực diện vào Moskva trong Chiến dịch Bão Táp, bao vây Phương diện quân Dự bị và một phần Phương diện quân Tây (Liên Xô). Khu vực tam giác Vyazma - Mozhaysk - Yukhnov là một vùng đất cao tương đối bằng phẳng, là điều kiện tự nhiên để phát huy ưu thế của hỏa lực pháo binh, xe tăng và không quân.
Ngày 8 tháng 1, bằng một chiến dịch đệm, Tập đoàn quân 33 của tướng M. G. Yefremov xuất phát từ Naro Fominsk đánh chiếm thành phố Borovsk; Tập đoàn quân 43 của tướng K. D. Golubev vượt sông Protva đánh chiếm Maloyaroslavets. Từ bàn đạp chiến dịch này, Tập đoàn quân 33 đột phá sang phía Tây phối hợp với Tập đoàn quân 43 đánh chiếm Medyn, một điểm phòng thủ mạnh của Tập đoàn quân xe tăng 4 (Đức) ngày 10 tháng 1. Bên cánh trái họ, Tập đoàn quân 49 của tướng N. G. Zakharkin sau khi tiêu diệt quân Đức tại chốt chặn Tarusa bên bờ sông Protva cũng tấn công song hành sang phía Tây, phối hợp với cánh phải Tập đoàn quân 50 đánh chiếm Tikhonova Pustyn.
Ngày 14 tháng 1, Tập đoàn quân 4 (Đức) tung các quân đoàn bộ binh 11, 12 phối hợp với Quân đoàn bộ binh 20 (Tập đoàn quân xe tăng 3) chặn đánh các tập đoàn quân 49, 50 (Liên Xô) trên sông Ugra, một số tiểu đoàn xe tăng Đức đã vượt sông tấn công sang phía Đông với ý đồ chiếm lại Kaluga. Ngày 15 tháng 1, tướng G. K. Zhukov điều Quân đoàn kỵ binh cận vệ 1 đến dải tấn công của Tập đoàn quân 50 để hỗ trợ cho tập đoàn quân này tiến công vào sau lưng cánh quân của Quân đoàn bộ binh 12 (Đức) đang phòng ngự trên sông Ugra. Tập đoàn quân 43 (Liên Xô) đánh chiếm Domanovo hình thành thế vây ép từ phía Bắc. Trước nguy cơ bị bao vây, các quân đoàn bộ binh 12, 13 (Đức) phải rút về "chỗ lồi" Yukhnov, một cứ điểm phòng thủ quan trọng mang mật danh "Dresden" trên "phòng tuyến Koenigsberg" và bố trí phòng ngự nửa vòng tròn nhô sang phía Đông.
Ngày 17 tháng 1, các Tập đoàn quân 49, 50 và Quân đoàn kỵ binh cận vệ 1 (Liên Xô) đã tiến sát phía Tây Nam đường cao tốc Warsawa; Tập đoàn quân 43 (Liên Xô) đánh chiếm Shelaki (???) (phía Tây Bắc Yukhov 25 km) áp sát phía Bắc khu vực Yukhnov - Myatlevo từ phía Bắc. Tập đoàn quân 33 sau khi đánh chiếm Temkino đã đột phá đến phía Đông Vyazma. Để thúc đẩy việc tiêu diệt quân Đức tại "chỗ lồi" Yukhnov - Myatlevo - Tyrnovka (???), ngày 19 tháng 1, quân Liên Xô tiến hành chiến dịch đổ bộ đường không mang mật danh "Znamenka". Trọng tâm chiến dịch là ngôi làng Znamenka, nơi có cây cầu đường bộ quan trọng của đường cao tốc Warsawa bắc qua sông Ugra. Tuy nhiên, các đơn vị dù Liên Xô đều được thả xuống không đúng mục tiêu. Tiểu đoàn dù 1 (Lữ đoàn đổ bộ đường không 201) được thả xuống khu vực Lugi, Trung đoàn dù 250 được thả xuống khu vực Zhelanya, Tây Nam Znamenka 8 đến 12 km. Chỉ có Tiểu đoàn dù 2 (Lữ đoàn 201) đổ bộ đúng mục tiêu, đánh chiếm cây cầu Znamenka và làm gián đoạn giao thông của quân Đức trên đường cao tốc Warsawa.
Sư xuất hiện của quân dù phía sau lưng Tập đoàn quân 4 (Đức) đã gây ra mối lo ngại cho tướng Gotthard Heinrici. Ngày 21 tháng 1, Các sư đoàn bộ binh 56 và 216 (Đức) được điều từ Milyatino lên phía Bắc để giải tỏa khu vực Znamenka. Tuy nhiên, quân Liên Xô có một kế hoạch khác. Trong khi Tiểu đoàn dừ 2 (Lữ đoàn 201) tiếp tục quấy rối ở phía Tây khu vực Yukhnov thì Trung đoàn dù 250 và Tiểu đoàn dù 2 (Lữ đoàn 201) tấn công xuống Tây Nam, đánh vào sau lưng các sư đoàn bộ binh 52, 98 và 260 (Đức) đang phòng thủ tại khu vực Tyrnovka (???) - Kayuchi (???), phía Tây đường cao tốc Warsawa. Ngày 27 tháng 11, Quân đoàn kỵ binh cận vệ 1 (Liên Xô) từ ngoài đánh vào, phối hộp với quân dù từ trong đánh ra đã chiếm các thị trấn Tyrnovka và Kayuchi. Trước nguy cơ bị bao vây, tướng Gotthard Heinrici buộc phải rút các quân đoàn 12 và 13 khỏi khu vực Yukhnov - Myatlevo và các cụm chốt Klimov Zavod, Sidorovskoye; thiết lập tuyến phòng thủ mới trên sông Ugra. Tiểu đoàn dù 2 (Lữ đoàn 201) bị cô lập ở phía Tây sông Ygra đã phải tiến sang phía Tây con đường sắt Vyazma - Bakhmutovo tổ chức chiến tranh du kích.
Nhận thấy tình hình thuận lợi tại khu vực Yukhnov, tướng G. K. Zhukov hạ lệnh: "Cụm quân của P. A. Belov không dừng lại tại Yukhov mà phải phối hợp với Tập đoàn quân 10 tiêu diệt cánh quân Đức ở Mosalsk, sau đó tiếp tục tấn công lên hướng Tây Bắc, đánh vào Vyazma từ phía Nam.. Thực hiện mệnh lệnh này, ngày 23 tháng 1 năm 1942, Quân đoàn của P. A. Belov đã phối hợp với Tập đoàn quân 10 của tướng F. I. Golikov đánh chiếm Mosalsk. Sau các cuộc đột phá qua đường cao tốc Warshawa vào các ngày 24 và 25 tháng 1 không thành công. Ngày 28 tháng 1, Quân đoàn kỵ binh cận vệ 1 đã phá vỡ phòng tuyến của các sư đoàn bộ binh 268, 216 (Đức) và bắt đàu đột phá về hướng Vyazma. Tuy nhiên, họ đã phải để lại Lữ đoàn xe tăng 2 ở khu vực Mosalsk và chuyển nó cho Tập đoàn quân 10 trong tình trạng không đủ nhiên liệu và nhiều xe tăng bị mắc lỗi kỹ thuật. Ngày 30 tháng 1 năm 1942, tướng Gotthard Heinrici điều động Quân đoàn cơ giới 40 (được cải tổ từ Quân đoàn bộ binh 40) phối hợp với quân đoàn bộ binh 43 bịt được cửa mở tại khu vực Kalyuchi, đẩy lùi Tập đoàn quân 10 (Liên Xô) về Mosalsk, cắt đứt đường tiếp tế của Quân đoàn kỵ binh cận vệ 1.
Cuộc tấn công của Tập đoàn quân 33 (Liên Xô) ban đầu diễn ra khá thuận lợi. Ngày 17 tháng 1, khi tập đoàn này đã tiến đến Tây Bắc Vereya, tướng G. K. Zhukov sửa đổi mục tiêu nhiệm vụ, hủy bỏ cuộc tấn công của Tập đoàn quân 33 vào Yelnya và chuyển nhiệm vụ đó cho Tập đoàn quan 43. Tập đoàn quân 33 có nhiệm vụ mới là từ khu vực Vereya (???) tổ chức đột kích qua Zakharovo, Vyazishchi, Zamytskoye sang phía Tây, phối hợp với Quân đoàn kỵ binh cận vệ 1 từ phía Nam lên và Quân đoàn kỵ binh 11 từ phía Bắc xuống đánh chiếm Vyazma.
Ngày 26 tháng 1, cụm xung kích của Tập đoàn quân 33 gồm 5 sư đoàn bộ binh, 3 trung đoàn lựu pháo, 2 tiểu đoàn pháo chống tăng và 3 tiểu đoàn súng cối bắt đầu đột kích trên khu vực Zakharovo - Vyazishchi - Zamytskoye. Ngày 27 tháng 1, phòng tuyến "Koenigsberg" của quân Đức ở phía nam Temkino bị chọc thủng. Sau hai lần vượt sông Ugra, ngày 1 tháng 2 năm 1942, Tập đoàn quân 33 (Liên Xô) đã giải phóng 15 điểm dân cư. Ngày 2 tháng 2, đoàn quân của tướng M. G. Yefremov đã gặp Quân đoàn kỵ binh cận vệ 1 của tướng P. A. Belov ở Yastreby phía Nam Vyazma, cắt đứt đường sắt Vyazma - Bakhmutovo và bắt đầu công kích các tuyến phòng thủ phía Nam Vyazma của Tập đoàn quân 4 (Đức).
Vào thời điểm đó, cả tướng M. G. Yefremov và tướng P. A. Belov đều đinh ninh rằng cuộc tấn công của họ sẽ được phối hợp từ phía Bắc bởi Tập đoàn quân 39 và Quân đoàn kỵ binh 11 của Phương diện quân Kalinin. Họ không hề biết rằng Tập đoàn quân 39 đã bị chặn lại ở giữa Osuga và Sychyovka và đang dạt sang phía Tây; còn Quân đoàn kỵ binh 11 thì trước đó ba này đã đơn độc tổ chức tấn công vào phía Bắc Vyazma và bị đánh bật về các khu rừng phía Đông Kholm - Zhirkovsky. Không còn bị đe dọa từ phía Bắc, quân Đức Quốc xã tập trung 3 sư đoàn xe tăng, 1 sư đoàn cơ giới và 4 sư đoàn bộ binh bố trí phòng thủ chặt chẽ thành một hình vòng cung từ phía Đông sang phía Tây Nam Vyazma. Ngày 3 tháng 2, Quân đoàn bộ binh 20 từ phía Bắc và Quân đoàn cơ giới 57 (Đức) từ phía Nam mở các mũi đột kích hợp điểm vào Zakharovo, bịt được hành lang Zakharovo - Vyazishchi - Zamytskoye, cô lập chủ lực Tập đoàn quân 33 tại phía Tây Nam Vyazma. Tập đoàn quân 43 đã suy yếu và 3 sư đoàn bộ binh của Tập đoàn quân 33 (trong đó có 2 sư đoàn khinh binh) còn ở lại bên này chiến tuyến đã không thể chọc thủng được phòng tuyến vững chắc của Sư đoàn xe tăng 19 và Sư đoàn cơ giới 3 (Đức).
Từ ngày 8 đến ngày 16 tháng 2, Tập đoàn quân 33 và Quân đoàn kỵ binh cận vệ 1 bắt đầu tấn công trên hướng Lyadovo (???) - Voroshyaka (???), phía Nam Vyazma. Quân Đức huy động các sư đoàn xe tăng 6, 7, Sư đoàn cơ giới 10, các sư đoàn bộ binh 137 và 403 tổ chức phản kích, đánh bật các cuộc tấn công của kỵ binh và bộ binh Liên Xô. Không có xe tăng yểm hộ, cuộc tấn công của Tập đoàn quân 33 không thể vượt qua phòng tuyến Aleksandrovka của quân Đức ở phía Nam Vyazma. Ngày 17 tháng 2, Quân đoàn kỵ binh cận vệ 1 cố gắng tổ chức tấn công từ Semlevo vào Tây Nam Vyazma. Ngày 18 tháng 2, Sư đoàn kỵ binh cận vệ 1 và sư đoàn kỵ binh 41 đánh chiếm làng Stogovka (???). Ngày 19 tháng 2, bốn sư đoàn kỵ binh đã đột phá đến phía Bắc Semlevo. Ngày 20 tháng 2, kỵ binh Liên Xô phá hoại 6 đến 7 km đường sắt Smolensk - Vyazma đoạn phía Tây Vyazma. Ngày 23 tháng 2, các sư đoàn kỵ binh cận vệ 2 và 57 đánh chiếm các nhà ga Rebrovo và Alferovo. Khi chỉ còn cách Vyazma 30 km về phía Tây Nam thì Quân đoàn kỵ binh cận vệ 1 phải dừng lại trước tuyến phòng thủ của Sư đoàn xe tăng 5 và các sư đoàn bộ binh 31 và 131 (Đức).
Ngày 24 tháng 2, quân Liên Xô tổ chức đổ bộ 2 lữ đoàn và 1 trung đoàn dù thuộc Quân đoàn đổ bộ đường không 4 xuống khu vực Ozerechnaya (Tây Nam Vyazma). Trong một nỗ lực cuối cùng, ngày 3 tháng 3, Quân đoàn kỵ binh cận vệ 1 và quân dù chuyển hướng cuộc tấn công sang Izdeshkovo. Sư đoàn kỵ binh cận vệ 1 và trung đoàn dù 214 được điều sang tấn công trên hướng Dorogobuzh nhằm phòng ngừa một cuộc đột kích của quân Đức từ phía Nam. Do không tập trung được binh lực, thiếu hỏa lực pháo binh và không có xe tăng, cuộc tấn công của Quân đoàn kỵ binh cận vệ 1 và 2 lữ đoàn dù Liên Xô vẫn bị quân Đức chặn đứng. Sau hai tuần tấn công liên tục, Tập đoàn quân 3 (Liên Xô cũng bị thiệt hại nặng. Ngày 5 tháng 3, tướng G. K. Zhukov ra lệnh chấm dứt các cuộc tấn công của Tập đoàn quân 33 và Quân đoàn kỵ binh cận vệ 1 trên khu vực Vyazma. Các sư đoàn còn lại phải bố trí phòng thủ vòng tròn trên khu vực bị bao vây và phối hợp với du kích địa phương tổ chức chiến tranh du kích trong hậu phương quân. Bộ Tư lệnh Phương diện quân Tây (Liên Xô) lập cầu hàng không để tiếp tế cho các đơn vị trong vòng vây.

### Tại chỗ lồi Sukhinichi
Cuộc phản công cuối năm 1941 của các tập đoàn quân cánh Nam thuộc Phương diện quân Tây và cánh Bắc của Phương diện quân Tây Nam (Liên Xô) đã tạo được một thế trận có lợi cho quân Liên Xô tại tuyến tiếp giáp giữa Tập đoàn quân 2 và Tập đoàn quân xe tăng 2 (Đức). Đây cũng là tuyến mặt trận mà quân Liên Xô đột kích sâu hơn cả về phía Tây trong cuộc phản công mùa đông 1941-1942, từ tuyến Stalinogorsk (???) - Yefremov đến tuyến sông Zhizdra - Zusha dài từ 150 dến 250 km. Phía trước các Tập đoàn quân 10, 50 (Phương diện quân Tây) và 61 (Phương diện quân Tây Nam) là phòng tuyến Yukhnov - Sukhinichi - Oryol, là một phần phòng tuyến "Koenigsberg" của Tập đoàn quân 4 và Tập đoàn quân xe tăng 2 (Đức). Nhằm tăng cường sức chiến đấu của quân Liên Xô trên hướng này, ngày 24 tháng 12 năm 1941, STAVKA ra lệnh phục hồi Phương diện quân Bryansk và bố trí nó ở giữa Phương diện quân Tây và Phương diện quân Tây Nam.
Ngày 12 tháng 1, Tập đoàn quân 10 (Liên Xô) khởi động cuộc tấn công từ Belyov, vượt sông Oka, phối hợp với cánh trái của Tập đoàn quân 50 đánh sang tuyến sông Zhizdra. Các quân đoàn bộ binh 40 và 47 (Đức) bố trí các cụm phòng thủ mạnh tại Kozelsk và Peremyshl on Zhizdra đã chặn được cuộc tấn công của quân Liên Xô trên tuyến sông Zhizdra trong một tuần. Tập đoàn quân 10 với 6 sư đoàn bộ binh đã không thành công trong các trận đánh vượt sông Zhizdra từ ngày 14 đến ngày 16 tháng 1 năm 1942. Nhận thấy hướng tấn công từ "chỗ lồi" Sukhinichi có khả năng tạo ra một mặt trận đe dọa chủ lực Cụm tập đoàn quân Trung tâm (Đức) đang tập trung phòng thủ "chỗ lồi" Rzhev - Sychyovka - Vyazma, ngày 18 tháng 1, đại tướng G. K. Zhukov đã điều động Tập đoàn quân 16 của tướng K. K. Rokossovsky từ khu vực phía Tây Nam Volokolamsk đến Kozensk. Cùng thời điểm này, Bộ Tổng tư lệnh tối cao lục quân Đức cũng tăng cường cho Quân đoàn cơ giới 24 (Đức) các sư đoàn bộ binh 208, 211 rút từ phía Tây, cùng với các sư đoàn xe tăng 4 và 18 lập thành phòng tuyến cắt ngang con đường sắt Bryansk - Sukhinichi.
Ngày 20 tháng 1, Tập đoàn quân 61 tổ chức hai mũi đột kích từ khu vực Kholmishchi và Belyov hướng về Bryansk, uy hiếp phía sau Tập đoàn quân xe tăng 2 (Đức) đang phòng ngự trên khu vực Oryol. Tướng Rudolf Schmidt phải điều động Quân đoàn bộ binh 47 đang phòng ngự trên tuyến sông Zhizdra rút xuống phía Nam, phối hợp với Quân đoàn bộ binh 53 và Quân đoàn xe tăng 24 đón chặn cuộc tấn công của Tập đoàn quân 61. Lợi dụng tuyến phòng thủ trên sông Zhizdra của quân Đức suy yếu, Tập đoàn quân 10 (Liên Xô) vượt sông Zhizdra, đánh chiếm Kozelsk và uy hiếp Sukhinichi. Ngày 24 tháng 1 năm 1942, Quân đoàn bộ binh 47 và Quân đoàn xe tăng 24 Đức chặn đứng cuộc tấn công của các tập đoàn quân 16 và 61 (Liên Xô) tại Zanoznaya trên sông Vytebet, buộc Tập đoàn quân 61 (Liên Xô) Kholmishchi và về phía Bắc Bolkhov. Ngày 26 tháng 1, Quân đoàn xe tăng 24 (Đức) mở cuộc đột kích từ Zhizdra dọc theo đường sắt Bryansk - Sukhinichi, thiết lập tuyến phòng thủ cứng rắn ở phía Bắc thành phố - đầu mối đường sắt quan trọng này.
Ngày 27 tháng 1, Tập đoàn quân 16 (Liên Xô) đã tập kết ở khu vực phía Đông Sukhinichi. Ngày 29 tháng 1, Tập đoàn quân 16 và Tập đoàn quân 10 (Liên Xô) mở cuộc tổng công kích vào Sukhinichi. Ngày 1 tháng 2, Tập đoàn quân 16 (Liên Xô) đánh bật Quân đoàn xe tăng 34 (Đức) khỏi thành phố và phát triển tấn công trên toàn tuyến mặt trận. Ngày 5 tháng 2 các tập đoàn quân 10 và 16 vượt sông Ressa, tiến ra tuyến Đông Bakhmutovo, Kirov, Lyudinovo và Zhizdra. Tập đoàn quân 61 giữ được tuyến mặt trận từ Kholmishchi đến phía Bắc Bolkhov. Từ đầu tháng 2 đến đầu tháng 3 năm 1942, Tập đoàn quân xe tăng 2 (Đức) liên tiếp mở các trận phản kích vào chỗ lồi Sukhinichi. Ngày 26 tháng 2, Sư đoàn xe tăng 4 (Đức) chiếm lại thành phố Lyudinovo. Ngày 8 tháng 3, Sư đoàn bộ binh 339 mới được điều động từ Pháp sang cũng đánh chiếm một nửa thành phố Zhizdra, nửa còn lại vẫn nằm trong tay Tập đoàn quân 16 (Liên Xô). Do tổn thất lớn trong các trận phản kích, Tập đoàn quân xe tăng 2 (Đức) không còn đủ lực lượng để xóa bỏ chỗ lồi Sukhinichi.

## Diễn biến sau chiến dịch

### Cuộc đổ bộ đường không lần thứ ba
Sau hai cuộc đổ bộ đường không ngày 3 tháng 1 và ngày 18 tháng 1, Phương diện quân Tây đề nghị STAVKA cho tiến hành cuộc đổ bộ đường không lần thứ ba xuống khu vực Ozerechnya để hỗ trợ cho Tập đoàn quân 33 và Quân đoàn kỵ binh cận vệ 1 sau khi cuộc tấn công Vyazma lần thứ nhất không thành công. Ngày 18 tháng 2, Bộ Tổng tư lệnh tối cao quân đội Liên Xô chuẩn y kế hoạch đổ bộ thêm quân dù xuống khu vực này với hy vọng khi điều kiện chiến trường cho phép, cụm quân bị vây sẽ trở thành một kiểu "con ngựa thành Troa" trong cuộc tấn công sắp tới của Phương diện quân Tây. Từ ngày 19 đến 24 tháng 2, các lữ đoàn dù 8, 9 và trung đoàn dù 214 (thuộc Quân đoàn đổ bộ đường không 4) gồm 3.589 người được thả xuống khu vực Ozerechnya. Cuộc đổ bộ này chỉ thành công một phần. Lữ đoàn dù 9 và Trung đoàn dù 214 bị rải ra trên một diện tích rất rộng, tản mát khắp nơi và hầu như phải chiến đấu ngay khi chạm đất. Đến ngày 5 tháng 3 mới thu thập được 2.343 người, mang theo 1.276 súng trường, 787 tiểu liên, 378 trung liên, 126 đại liên, 39 súng chống tăng, 16 pháo chống tăng từ 37 mm đến 50 mm và hơn 100 súng cối cỡ 81 mm.
Chỉ có hơn 2.000 quân dù của Lữ đoàn dù 8 được đổ bộ đúng vị trí theo kế hoạch xuống khu vực Velikopolye - Ugra (cách Yukhnov 48 đến 51 km về phía Tây) lúc 16 giờ ngày 18 tháng 2 và đã tập trung hầu hết quân số, trang bị ngay trong ngày. Ngày 19 tháng 2, Lữ đoàn dù 8 bắt liên lạc được với Quân đoàn kỵ binh cận vệ 1 và bắt đầu phối hợp tác chiến.[44] Ngày 21 tháng 2, Quân đoàn kỵ binh cận vệ 1 và Lữ đoàn dù 8 (Liên Xô) đã phát động cuộc tấn công vào Dyaglevo, tiêu diệt cơ quan tham mưu Sư đoàn xe tăng 5, làm gián đoạn đường sắt Smolensk - Vyazma một thời gian và bắt liên lạc với nhóm tàn quân của Quân đoàn kỵ binh 11 Liên Xô) đang hoạt động trong các khu rừng ở Azarovo và Chernov, trên thượng nguồn sông Dniepr. Ngày 23 tháng 2, 7.100 quân còn lại của Quân đoàn đổ bộ đường không 4 được đưa lên máy bay ở Ryazan. Tuy nhiên, các máy bay TB-3 của Không quân Liên Xô có tốc độ chậm đã không được sự yểm hộ thích đáng của các phi đội tiêm kích khi thả dù vào ban ngày và đã đổ quân không chính xác. Các máy bay Me-110 của Không quân Đức Quốc xã đã bắn rơi 4 chiếc TB-3. Trong đó có chiếc chở tướng A. F. Levashyev, tư lệnh quân đoàn. Ông đã không kịp nhảy ra khỏi chiếc máy bay bị rơi. Đại tá A. F. Kazankin, tham mưu trưởng quân đoàn tạm quyền tư lệnh.
Đêm 24 tháng 2, Lữ đoàn dù 9 của đại tá I. I. Kurishev sau khi tiêu diệt các đội trắc vệ nhỏ của quân Đức đã đánh chiếm các làng Prochistoye (???) và Kurakino nhưng đã bị Sư đoàn bộ binh 23 và 35 Đức chặn lại. Trong ba ngày tiép theo, Lữ đoàn dù 212 của trung tá N. E. Kolobovnikov cũng cố gắng công kích để bám trụ tại khu vực Ivantsevo, Kostinka và Zherdovkoye (???) nhưng không thành công. Chỉ huy của hai lữ đoàn chọn con đường đột phá qua tuyến phòng thủ của Tập đoàn quân xe tăng 4 (Đức) để về với quân nhà. Ngày 28 tháng 2, phân đội trinh sát của Lữ đoàn dù 9 đã vượt qua đường cao tốc Warsawa và bắt liên lạc với Tập đoàn quân 50 nhưng Quân đoàn bộ binh 7 (Đức) đã nhanh chóng bịt lại cửa mở. Các cuộc đột phá về phía Tây của Tập đoàn quân 50 để cứu quân dù Liên Xô đều không thành công. Hoạt động đổ bộ đường không của quân đội Liên Xô tại khu vực Vyazma đã thất bại mà không đạt được kết quả nào đáng kể.

### Thảm họa của Tập đoàn quân 33
Sau 3 trận công kích không thành công vào các vị trí phòng thủ của Tập đoàn quân 4 và Tập đoàn quân xe tăng 4 (Đức) ở phía Nam Vyazma, Tập đoàn quân 33 (Liên Xô) đã suy yếu và bị cô lập tại khu vực phía Tây Nam Vyazma. Họ cũng không còn liên lạc được với Quân đoàn kỵ binh cận vệ 1 và Quân đoàn đổ bộ đường không 4 đang chiến đấu trên khu vực giữa Ozerechnaya và Semlevo. Bắt đầu từ ngày 1 tháng 3, số phận của Tập đoàn quân 33 trở nên mờ mịt không chỉ trên thực tế mà còn ngay trong lịch sử của cuộc Chiến tranh Xô-Đức. Từ ngày 3 tháng 2 đến đầu tháng 4, sau khi bịt lại hành lang Zakharovo - Vyazishchi - Zamytskoye, Tập đoàn quân xe tăng 4 (Đức) không ngừng gây sức ép với các Tập đoàn quân 43, 49 và 50 Liên Xô. Ngày 15 tháng 3, Tập đoàn quân 43 của tướng K. D. Golubev đã chiếm được một đầu cầu nhỏ phía Tây sông Ugra trên khu vực các làng Krasnaya Gorka (???) và Bolsoy Uschye (???). Ngày 18 tháng 3, Quân đoàn bộ binh 9 (Đức) phản công lấy lại căn cứ đầu cầu này. Thương vong của Tập đoàn quân 43 (Liên Xô) lên đến trên 5.000 người. Trong trận đánh phòng ngự - phản công từ ngày 13 đến ngày 15 tháng 4, Quân đoàn cơ giới 40 (Đức) đã chiếm lại khu đồi Zaitsevo, làm tiêu tan hi vọng cuối cùng của Tập đoàn quân 50 (Liên Xô) trong một nỗ lực để giải cứu cho Tập đoàn quân 33 đang bị vây ở phía Nam Vyazma.
Cuối tháng 3 năm 1942, lực lượng của Tập đoàn quân 33 đã kiệt quệ. Cả bốn sư đoàn chỉ còn lại hơn 12.000 người. Pháo các cỡ còn hơn 80 khẩu nhưng không còn đạn. Khả năng tăng viện và tiếp tế không còn vì các sân bay dã chiến đã bị quân Đức phá hủy hoặc đánh chiếm. Trong khi đó, cả thống chế Gunther von Kluge và thượng tướng Walter Model đều nhận thấy rằng nếu không sớm loại bỏ Tập đoàn quân 33 và Quân đoàn kỵ binh cận vệ 1 (Liên Xô) thì nguy cơ đối với Cụm tập đoàn quân Trung tâm (Đức) là không thể lường trước được. Ngày 10 tháng 4, tướng M. G. Yefremov nhận được một bức điện qua một điện đài chỉ còn liên lạc một chiều (thu tin) của tập đoàn quân: "Từ 13 giờ ngày 10 tháng 4 năm 1942, kẻ thù đã mở cuộc đột kích bằng bộ binh có tăng cường xe tăng vào phòng tuyến của chúng ta... Cần tìm các vị trí phòng thủ thích hợp trên sông Ugra". Do đó, việc dự kiến cho Yefremov vượt qua hệ thống phòng thủ có chiều sâu lớn của đối phương để sang phía Đông về với Phương diện quân Tây tại khu vực của các tập đoàn quân 43 và 49 trong vòng một ngày là không thể thực hiện được.
Nhưng sự thực thì các tập đoàn quân 43 (của thiếu tướng K. D. Golubev) và 49 (của thiếu tướng I. G. Zakharkin) đã hành động một cách rời rạc, không phối hợp với nhau, phân tán binh lực dàn đều trên toàn tuyến. Đã xảy ra tình trạng một số sư đoàn phải giao chiến kịch liệt với bộ binh và xe tăng Đức trong khi một số sư đoàn khác trở thành "những quan sát viên ngoài cuộc". Điều nguy hiểm nhất đối với hai tập đoàn quân này là khoảng cách kéo dài giữa cánh trái của Tập đoàn quân 43 và cánh phải của Tập đoàn quân 49 ngày một rộng hơn, đã trở thành "miếng mồi" cho các đòn phản đột kích của Quân đoàn xe tăng 56 (Đức). Ngày 14 tháng 4, Sư đoàn xe tăng 6 và Sư đoàn bộ binh 14 (Đức) chiếm lại Myatlevo, buộc Tập đoàn quân 43 (Liên Xô) phải chấm dứt cuộc tấn công để đối phó với nguy cơ bị đột kích từ sườn trái. Trong khi đó, tướng M. E. Yefremov vẫn tiếp tục cuộc vượt sông Ugra để trở về Phương diện quân Tây bằng con đường ngắn nhất.
Theo nhật ký chiến đấu của Tập đoàn quân 33 được các toán quân thoát vây mang về, đến ngày 11 tháng 4, tập đoàn quân này chỉ còn lại 12.780 người, 9.185 súng trường, 219 tiểu liên, 111 trung liên, 37 đại liên, 112 súng cối, 340 xe ngựa và 3.579 con ngựa. Ngày 13 tháng 4, trinh sát Quân đoàn bộ binh 57 (Đức) phát hiện chủ lực Tập đoàn quân 33 đang tổ chức vượt sông Ugra. Ngày 14 tháng 4, quân Đức tổ chức bao vây cụm quân của Tập đoàn quân 33 (Liên Xô) tại làng Novo Mikhailovka. Tướng M. G. Efremov ra lệnh cho tập đoàn quân phân tán thành nhiều toán nhỏ để thoát vây. Tối 13 tháng 4, tất cả liên lạc vô tuyến với Tập đoàn quân 33 đều bị mất. Theo các sĩ quan Liên Xô thoát vây kể lại, khi bị Quân đoàn cơ giới 57 (Đức) tập kích, trung tướng M. G. Efremov cùng với thiếu tướng P. N. Afanasyev, chỉ huy pháo binh của tập đoàn quân đã dẫn một toán quân tiến lên phía Đông Bắc. Ngày 17 hoặc 18 tháng 4, trong khi vượt sông Ugra, ông đã bị thương nặng và tự sát cùng với P. N. Afanasyev. Ngày 19 tháng 4, quân Đức tìm thấy xác ông và mai táng theo nghi thức quân đội tại làng Slobodka. Cùng với việc không đánh chiếm được Vyazma, thảm họa của Tập đoàn quân 33 (Liên Xô) là thất bại lớn nhất của Phương diện quân Tây (Liên Xô) trong Chiến dịch phản công Mozhaysk - Vyazma.

### Cuộc thoát vây của Quân đoàn kỵ binh cận vệ 1
Các nhà viết sử Liên Xô (cũ) cho rằng tướng P. A. Belov đã chọn con đường rút lui dài hơn nên thành công hơn và đã "cứu sống" Quân đoàn kỵ binh cận vệ 1 cùng gần 2 lữ đoàn dù và một số quân lạc ngũ của Tập đoàn quân 33. Điều đó chỉ đúng một phần. Ngay từ cuối tháng 2, sau khi các cuộc đột kích vào Vyazma của quân đội Liên Xô thất bại, Quân đoàn kỵ binh cận vệ 1 đã bị đánh bật sang phía Tây Nam Ozerechnaya và hoàn toàn mất liên lạc với Tập đoàn quân 33. Vì vậy, tướng P. A. Belov phải tự mình tìm con đường rút lui theo tình huống thực tế chứ không phải theo một kế hoạch đã định trước. Quân đoàn của P. A. Belov không thể nào vượt qua được tuyến phòng thủ có đủ chiều sâu của các Tập đoàn quân xe tăng 3 và 4 Đức) ở phía Đông Nam Vyazma, điều mà trước đó, Tập đoàn quân 33 (Liên Xô) cũng không thể làm được.
Ngày 1 tháng 3, STAVKA đặt toàn bộ quân dù còn lại trong vòng vây thuộc quyền chỉ huy của Quân đoàn kỵ binh cận vệ 1. Ngày 18 tháng 4, Tập đoàn quân 33 (Liên Xô) bị đánh thiệt hại nặng trên bờ sông Ugra trong một cố gắng phá vây để trở lại Phương diện quân Tây. Trong khi đó, tướng P. A. Belov cũng bắt đầu tính dến việc phải rút quân khi cầu hàng không của không quân Liên Xô không thể đảm bảo cung cấp cho các cánh quân trong vòng vây. Điều duy nhất đúng đối với P. A. Belov là dựa vào sức cơ động nhanh của kỵ binh, ông đã dùng chiến thuật luồn tránh các đòn công kích của các sư đoàn Đức đang tiến hành cuộc tảo thanh mang tên "Hannover"; tránh các đòn tấn công trực diện và chỉ tấn công các toán trắc vệ nhỏ lẻ của quân Đức khi tình huống bắt buộc phải giao chiến. Khi buộc phải rút quân xuống phía Nam Yelnya, Quân đoàn kỵ binh cận vệ 1 cũng phối hợp rất tốt với các đội du kích trong vùng để vừa chiến đấu, vừa tìm một lỗ hổng trong tuyến phòng thủ của Tập đoàn quân 4 (Đức).
Sau khi giải quyết xong Tập đoàn quân 33 (Liên Xô), Tập đoàn quân 4 (Đức) tăng cường sức ép lên cụm quân kỵ binh - dù của tướng P. A. Belov. Ngày 26 tháng 4, các quân đoàn bộ binh 43 và 57 (Đức) đánh bật cụm quân kỵ binh - dù (Liên Xô) khỏi khu vực Yelnya. Tướng P. A. Belov phải rút quân về khu du kích phía nam con đường sắt Smolensk - Spas Demensk. Trên đường rút quân xuống phía nam, tướng P. A. Belov thu thập thêm gần 800 quân (trong đó gần một nửa đã bị thương) của các sư đoàn thuộc Tập đoàn quân 33 và liên lạc với Trung đoàn du kích Zhabo đang hoạt động tại khu vực phía Bắc Yelnya. Lực lượng của đội quân hỗn hợp này đã tăng lên đến gần 20.000 người, cho phép họ có thể tiến hành các hoạt động tác chiến lớn. Từ cuối tháng 4 đến đầu tháng 6 năm 1942, đội quân này đã lật đổ 11 đoàn tàu hỏa Đức, phá hủy 18 cây cầu đường sắt, gần 70 km đường ray, phá hủy 46 toa xe quân sự, làm gián đoạn các tuyến đường sắt Smolensk - Vyazma và Smolensk - Spas Demensk trong gần 50 ngày.
Ngày 18 tháng 5 năm 1942, Bộ tư lệnh Cụm tập đoàn quân Trung tâm (Đức) lệnh cho Tập đoàn quân xe tăng 2 và Tập đoàn quân 4 phải tiêu diệt bằng được cụm kỵ binh - dù của tướng P. A. Belov và các toán du kích Liên Xô trong khu vực tam giác Smolensk. Chiến dịch dự định bắt đầu ngày 24 tháng 5. Tuy nhiên, trong suốt một tháng sau đó, các đơn vị tuần tiễu của Quân đoàn cơ giới 57 (Đức) không thể xác định được vị trí của Quân đoàn bộ binh cận vệ 1, quân dù và các lực lượng kích Liên Xô. Ngày 9 tháng 6, Cụm quân hỗn hợp kỵ binh - dù Liên Xô vượt đường sắt Smolensk - Spas Demensk ở phía Tây Yelnya xuống phía Nam hội quân với Trung đoàn du kích Zhabo (Liên Xô) tại làng Kucherov, phía bắc Roslavl 60 km. Khi Sư đoàn xe tăng 11 (Đức) kéo quân đến nơi thì trên chiến trường chỉ còn lại hai khẩu pháo và xác chết của hơn 300 lính Đức. Ngày 10 tháng 6, trinh sát của Quân đoàn bộ binh 20 (Đức) phát hiện một toán quân hỗn hợp bộ binh và du kích Liên Xô dùng 10 xe bọc thép chiếm được của quân Đức đột phá qua đường sắt Smolensk - Vyazma ở phía Tây Yartsevo 5 km theo hướng Demidovo. Quân Đức lập tức đuổi theo. Thực ra, đó chỉ là một toán quân nhỏ thuộc Sư đoàn bộ binh 160 do đại tá I. P. Orlov chỉ huy. Sử dụng 120 kg thuốc nổ TNT phá hủy cây cầu đường sắt ở phía Tây Yartsevo, nhóm quân của I. P Orlov đã ngăn cản được cuộc truy đuổi của Sư đoàn xe tăng 6 (Đức) và chạy thoát về khu vực đóng quân của Tập đoàn quân xung kích 4 (Liên Xô).
Trong khi đó thì đoàn quân chủ yếu của tướng P. A. Belov đã luồn rừng, men theo sông Desna xuống phía Nam và đột phá sang khu vực đóng quân của Tập đoàn quân 10 (Liên Xô) tại thị trấn Schelakovsk. Với sự giúp đỡ của các đội du kích khu vực Smolensk và Spas Demensk, sau hai tháng dẫn quân luồn tránh các đòn công kích của bộ binh và xe tăng Đức dọc theo sông Desna. Ngày 24 tháng 6, gần 7.000 quân dù còn lại của Quân đoàn đổ bộ đường không 4 cùng hơn 10.000 quân của Quân đoàn kỵ binh cận vệ 1 đã về đến tuyến phòng thủ của Tập đoàn quân 10 (Liên Xô) ở phía Tây Kirov.

## Kết quả
Đặc biệt, trong suốt 2 tháng rưỡi chiến đấu (từ ngày 2 tháng 2) Tập đoàn quân số 33 đã tiêu diệt 8.700 quân Đức, phá hủy 24 xe tăng, 29 đại bác và các phương tiện quân sự khác. Thương vong của Tập đoàn quân 33, bao gồm quân số tử trận, bị thương và bị bắt trong cùng giai đoạn đó là 8.000 người. Trong đó có 6.000 binh sĩ và sĩ quan tử trận trong cuộc phá vây. Một số tài liệu cho rằng, Tập đoàn quân 33 (Liên Xô) chỉ còn 889 người thoát vây.
Tổn thất của Phương diện quân Tây (Liên Xô) trong chiến dịch, theo các thống kê chính thức gồm 148.940 người chết và mất tích, 286.722 người bị thương..
Tổn thất của các tập đoàn đoàn quân xe tăng 3, 4 và tập đoàn quân 9 (Đức) được cho là thấp hơn hơn nhiều, khoảng 177.000 thương vong, trong đó có 97.968 người chết và mất tích.

## Đánh giá và ảnh hưởng

### Đánh giá
Cuộc tấn công Đông - Xuân 1942 của Phương diện quân Tây (Liên Xô) chỉ đạt được kết quả đáng kể là đẩy lùi Cụm tập đoàn quân Trung tâm (Đức) ra xa Moskva thêm 70 đến 120 km; chủ yếu ở hướng Tây và Tây Nam Moskva. Quân đội Liên Xô chiếm được vị trí có lợi bên sườn trái của Phương diện quân Tây trên khu vực Sukhinichi nhưng không còn lực lượng dự bị để giáng một đòn quyết định vào sườn phải của Cụm tập đoàn quân Trung tâm (Đức) cũng như vào sau lưng cụm quân Đức đóng tại khu vực Rzhev - Vyazma. Đòn công kích Vyazma của Tập đoàn quân 33 và Quân đoàn kỵ binh cận vệ 1 cùng 5 Lữ đoàn dù đã uy hiếp hậu phương trực tiếp của các tập đoàn quân xe tăng 3 và 4, các tập đoàn quân 4 và 9 (Đức) nhưng quân Đức đã nhanh chóng bịt được các cửa đột phá, cô lập Tập đoàn quân 33, Quân đoàn kỵ binh cận vệ 1 và các đơn vị dù Liên Xô sâu trong vùng phía sau mặt trận và sau đó, đánh thiệt hại nặng hoặc tiêu hao các đơn vị này.
Sai lầm lớn nhất của Bộ tư lệnh Phương diện quân Tây mà trực tiếp là của đại tướng G. K. Zhukov ở chỗ họ vẫn hy vọng vào cuộc đột kích của Tập đoàn quân 33 và Quân đoàn kỵ binh cận vệ 1 vào Vyazma sẽ làm yếu sức phòng thủ của các tập đoàn quân 4 và các tập đoàn quân xe tăng 3, 4 (Đức) trong khi các sư đoàn Đức đã rút về các vị trí phòng ngự được chuẩn bị trước không những đã đánh lùi các cuộc tấn công của trên "Phòng tuyến Koenigsberg". Các tập đoàn quân 43, 49 và 50 ở hướng trung tâm và các tập đoàn quân 5, 20, 31 ở cánh Bắc đã không hoàn thành nhiệm vụ đánh phối hợp, để quân Đức tự do điều động các lực lượng xe tăng mạnh về phòng thủ Vyazma và chỗ lồi Yukhnov. Các tập đoàn quân 10, 16 và 61 cũng không dám tiến công xa hơn do lo ngại bị hở sườn trái; đặc biệt là khi Tập đoàn quân xe tăng 2 (Đức) đã đánh lui cuộc đột kích của Tập đoàn quân 61. Sau khi cuộc công kích Vyazma thất bại, Bộ tư lệnh Phương diện quân Tây (Liên Xô) đã không kịp thời rút Tập đoàn quân 33, Quân đoàn kỵ binh cận vệ 1 và quân dù khỏi vòng vây khi mặt trận của quân đội Đức Quốc xã còn chưa ổn định dẫn đến thiệt hại lớn cho các đơn vị này.
Cuối cùng, việc giao cho các phương diện quân Tây và Kalinin tổ chức chiến dịch đột kích thọc sâu nhưng lại thiếu phối hợp đã dẫn đến việc các tập đoàn quân được giao nhiệm vụ thọc sâu đã không đến được Vyazma vào cùng một thời điểm. Do đó, các sư đoàn xe tăng Đức có thể lần lượt bẻ gãy từng mũi đột kích này. Các mũi đột kích của Tập đoàn quân 39, Quân đoàn kỵ binh 11 (Phương diện quân Kalinin) cũng như của Tập đoàn quân 33 và Quân đoàn kỵ binh cận vệ 1 (Phương diện quân Tây) do không được yểm hộ chắc chắn từ hai bên sườn đã nhanh chóng trở thành các cuộc tấn công phiêu lưu, mạo hiểm dẫn đến những tổn thất không đáng có.
Thành công đáng kể nhất của quân đội Liên Xô sau chiến dịch là cuộc phá vây thành công của Quân đoàn kỵ binh cận vệ 1 sau khi quân Đức tiến hành Chiến dịch Hannover nhưng không tiêu diệt được quân đoàn này. Thành công đó do sự kiên trì, chủ động và sáng tạo của tướng P. A. Belov cũng sự trợ giúp đáng kể của Quân đoàn đổ bộ đường không 4 và du kích vùng Smolensk. Trong khi đó, Bộ Tư lệnh Phương diện quân Tây đã thất bại khi sử dụng Tập đoàn quân 50 tạo một cửa mở để cứu quân đoàn này. Việc Quân đoàn kỵ binh cận vệ 1 thoát vây về khu vực của Tập đoàn quân 10 hoàn toàn không nằm trong dự kiến ban đầu của Bộ Tư lệnh Phương diện quân Tây (Liên Xô).
Quân đội Đức Quốc xã sau khi thua một trận lớn đấu tiên trước cửa ngõ Moskva đã kịp thời được củng cố lại. Đến đầu tháng 3, mặt trận cánh Nam của Cụm tập đoàn quân Trung tâm đã ổn định trở lại. Các sư đoàn Đức được bố trí lại trên phòng tuyến mới đã bảo đảm giữ vững phòng tuyến này. Tập đoàn quân xe tăng 2 đã kiềm chế được cánh trái của Phương diện quân Tây (Liên Xô) trên hướng Sukhinichi - Kirov, không để cho "chỗ lồi" này phát triển trở thành nguy cơ đe dọa sau lưng Cụm tập đoàn quân Trung tâm. Tập đoàn quân 4 và xe tăng 3 (Đức) cũng hoàn thành nhiệm vụ chặn đứng các cuộc tấn công của quân đội Liên Xô trên hướng trung tâm mặt trận, tạo ra một vùng đệm an toàn giữa tuyến mặt trận của quân đội Liên Xô với tuyến đường sắt chiến lược Rzhev - Vyazma. Tập đoàn quân xe tăng 4 (Đức) được rảnh tay để tung vào các trận đánh đối phó với Tập đoàn quân 33, Quân đoàn kỵ binh cận vệ 1, quân dù và du kích Liên Xô ở Tây Nam Vyazma. Về chiến thuật, sau khi buộc phải lui quân trước cửa ngõ Moskva, quân Đức tập trung lực lượng để chiếm giữ các trung tâm đô thị, các đầu mối đường sắt quan trọng và các tuyến đường sắt và đường bộ chiến lược, tạo được sự liên thông sống còn giữa các cụm cứ điểm phòng thủ của Cụm tập đoàn quân Trung tâm. Quân đội Liên Xô tuy chiếm giữ được các khu rừng và đầm lầy nhưng lại lâm vào thế bị chia cắt, khó yểm hộ, hỗ trợ cho nhau. Đây là thế chiến lược bất lợi cơ bản cho quân đội Liên Xô tại khu vực Rzhev - Vyazma khi diện tích chiếm đóng không mang lại lợi thế về giao thông.

### Ảnh hưởng
Kết quả của chiến dịch phản công Mozhaysk-Vyazma chứng tỏ quân đội Đức Quốc xã bắt đầu quá trình thoát khỏi cuộc khủng hoảng mùa đông 1941-1942. Quân đội Đức Quốc xã giữ lại được bàn đạp quan trong trên cửa ngõ phía Tây Moskva. Mặc dù phải tiếp tục bố trí đây trên 70 sư đoàn để giữ "phòng tuyến Koenigsberg" nhưng quân đội Liên Xô cũng đã phải để lại tại khu vực Moskva nhiều tập đoàn quân quan trọng, trong đó có Tập đoàn quân xe tăng 5 mới được thành lập, được bố trí phía sau Phương diện quân Bryansk. Vì chờ đợi một cuộc tấn công tiếp theo của quân Đức vào khu vực Moskva nên kế hoạch hành động của Tập đoàn quân xe tăng 5 (Liên Xô) trong mùa hè năm 1942 là hướng Bryansk - Smolensk chứ không phải hướng Oryol - Voronezh. Do đó, quân đội Liên Xô đã lâm vào thế bị động đối phó trong mùa hè năm 1942, không thể sử dụng có hiệu quả những lực lượng dự bị mạnh để ngăn chặn cuộc tấn công ồ ạt của quân đội Đức Quốc xã trên nửa phía Nam mặt trận Xô-Đức.
Thế xen cài của hai bên trên hướng Tây Moskva giữa quân đội Liên Xô và quân đội Đức Quốc xã là điều kiện để các bên tiếp tục tổ chức nhiều chiến dịch nhằm vào bên sườn của nhau. Trong khi quân đội Liên Xô tổ chức các chiến dịch cục bộ nhằm vượt qua "phòng tuyến Koenigsberg" thì quân đội Đức Quốc xã tổ chức các chiến dịch tảo thanh chống lại cuộc chiến tranh du kích trên các khu vực phía sau của Cụm tập đoàn quân Trung tâm trong khi vẫn giữ được tuyến phòng thủ cơ bản từ Rzhev qua Gzhatsk đến Bakhmutovo (thay vì Yukhnov như kế hoạch ban đầu). Giữ quan điểm của Kế hoạch Barbarossa, người Đức cho rằng, nếu không chiếm được Moskva thì họ không thể đánh bại được Liên Xô. Vì vậy, cho dù quân Đức dồn hơn 900.000 quân cùng nhiều Phương tiện chiến tranh về cánh Nam của Mặt trận Xô-Đức, Cụm tập đoàn quân Trung tâm (Đức) vẫn được duy trì trong biên chế có nó hơn 500.000 quân, khoảng 1.300 xe tăng và trên 6.500 pháo, tạo thành một "khẩu súng ngắn chĩa vào trái tim của đất nước Xô Viết" (theo cách nói của Paul Joseph Göbbels).
Sau chiến dịch, Quân đội Liên Xô vẫn còn giữ được chỗ lồi Sukhinichi - Kirov, uy hiếp sườn phải của Cụm tập đoàn quân Trung tâm (Đức). Khác với Phương diện quân Tây Nam, Phương diện quân Tây duy trì bàn đạp này như một mối đe dọa thường trực đối với quân Đức nhưng không mạo hiểm tổ chức tấn công mặc dù về mặt hình thế quân sự, chỗ lồi Sukhinichi khá giống với chỗ lồi Barvenkovo.
Trong và sau chiến dịch, một số tướng lĩnh chỉ huy các tập đoàn quân Liên Xô tại Phương diện quân Tây bị thay thế. Tháng 4 năm 1942, thiếu tướng I. I. Fedyuninsky chỉ huy Tập đoàn quân 5 thay trung tướng pháo binh L. A. Govorov được điều đi Phương diện quân Leningrad. Tháng 2 năm 1942, thiếu tướng V. S. Popov chỉ huy Tập đoàn quân 10 thay trung tướng F. I. Golikov được điều đi Phương diện quân Bryansk. Tháng 3 năm 1942, thiếu tướng M. A. Reyter chỉ huy Tập đoàn quân 20 thay trung tướng A. A. Vlasov được điều đi Phương diện quân Volkhov. Tháng 5 năm 1942, thượng tướng K. A. Mereskhov chỉ huy Tập đoàn quân 33 thay trung tướng M. G. Yefremov (tử trận).
Sau chiến dịch, Tập đoàn quân xe tăng 4 (Đức) chỉ còn lại 3 quân đoàn bộ binh. Ngày 29 tháng 4 năm 1942, Tập đoàn quân này được rút về lực lượng dự bị thuộc OKH để củng cố, bổ sung quân số và trang bị lại tại Vitebsk. Ngày 2 tháng 7 năm 1942, nó được đưa vào biên chế Cụm tập đoàn quân Nam (Đức) để tham gia Trận Stalingrad.